# Lakton
U hemiji, lakton je ciklični estar koji se može smatrati kondenzacionim produktom alkoholne grupe (-OH) i karboksilne kiseline (-COOH) u istom molekulu. On ima karakteristični prsten koji se sastoji od dva ili više atoma ugljenika i jednog atoma kiseonika, sa ketonskom grupom =O na jednom od ugljenika pored atoma kiseonika prstena.

## Nomenklatura
Laktoni obično dobijaju imena po molekulu prekursorske kiseline (aceto = 2 ugljenika, propio = 3, butiro = 4, valero = 5, kapro = 6, etc.), sa -lakton sufiksom i grčkim slovom kao prefiksom, koje označava broj ugljenika u heterocikličnom prstenu — drugim rečima rastojanje između -OH i -COOH grupa duž prstena. Prvi atom ugljenika posle ugljenika u -COOH grupi prekursornog jedinjenja se označava sa α, drugi sa β, i tako dalje. Stoga, prefiksi takođe označavaju veličinu prstena laktona: α-lakton = tročlani prsten, β-lakton = četvoročlani, γ-lakton = petočlani, etc.
Drugi sufiks koji se koristi za označavanje laktona je -olid. On se koristi za označavanje klasa supstanci kao što su butenolid, makrolid, kardenolid ili bufadienolid.

## Sinteza
Mnogi metodi sinteze estara su primenljivi na laktone. U jednoj industrijskoj sintezi oksandrolona ključni stepen formiranja laktona je organska redukcija - esterifikacija:
U halolaktonizaciji, halogen napada alken putem elektrofilne adicije: